# Pier Barrios
Pier Miqueas Barrios (Córdoba, Argentina, 1 de julio de 1990) es un futbolista argentino. Juega como defensa central y su equipo actual es Foot Ball Club Melgar de la Liga 1 del Perú.

## Carrera

### Debut en Belgrano
Barrios sería formado en Belgrano, club del cual es hincha confeso y donde llegaría a sus inferiores a mediados de 1999. Debutaría profesionalmente el 10 de mayo de 2008, en la derrota por 0-1 contra Independiente Rivadavia, por la fecha 33 de la Primera B Nacional 2007-08. Fue su único partido en aquella campaña, en la cual quedarían en cuarta posición, clasificando a la promoción por el ascenso, enfrentando a Racing Club, ante quienes perderían por 2-1 en el marcador global.
A la temporada siguiente, volvería a jugar un partido, siendo el 20 de junio de 2009, en la derrota por 2-1 contra All Boys, en lo que sería la última fecha de la Primera B Nacional 2008-09. Quedarían en cuarta posición y jugarían la promoción por el ascenso ante Rosario Central. Sería titular en el partido de vuelta, jugando como visitantes. Empatarían 1-1, pero tras haber perdido 0-1 en la ida, no lograrían el ascenso. En la siguiente temporada consiguió más protagonismo, jugando treinta y cuatro partidos de treinta y ocho posibles, todos ellos como titular, además de sufrir su primera expulsión. Quedarían en sexta posición, fuera de puestos de posibilidad al ascenso.

### Préstamo al Anderlecht
Sus buenas actuaciones en el ascenso, captarían la atención del Anderlecht de Bélgica, llegando a mediados de 2010, junto a Pablo Chavarría, y estando cedido por una temporada. Aparecería en cinco partidos en el banquillo (dos por Copa y tres por Liga), aunque no logró debutar. Su instancia finalmente sería de medio año, y pudo ser parte del plantel campeón de la Supercopa de Bélgica, donde su equipo venció por 1-0 a Gent.

### Regreso a Belgrano y ascenso a Primera
Tras su préstamo, regresaría a comienzos de 2011, para afrontar la segunda parte de la Primera B Nacional 2010-11. Disputaría siete partidos y terminarían en cuarta posición, clasificando a la promoción, siendo el rival River Plate. En ambos partidos por el ascenso se quedaría en la banca, en lo que significaría el regreso a Primera División, tras ganar por 2-0 en Córdoba y empatar sin goles en el Monumental.
Debutaría en Primera División en la tercera fecha del Torneo Apertura 2011, cuando ingresaría por César "El Picante" Pereyra al minuto 73, en el empate 0-0 de visita ante Unión de Santa Fe. En ese torneo y en todo 2012, jugaría catorce partidos más, siendo tres por Copa Argentina.

### Préstamo a Gimnasia y Esgrima de Jujuy
A fines de 2012, sería prestado a Gimnasia y Esgrima de Jujuy, participante de la Primera B Nacional, a pesar de que también se interesaría por él Instituto, de la misma categoría. En su llegada al Lobo jujeño, se encontraban en tercera posición, en puestos de ascenso. Disputaría diecinueve partidos durante sus seis meses de cesión, donde solo lograrían ganar cuatro partidos y serían relegados hasta la décima posición.

### Segunda vuelta a Belgrano
Tras su paso en Jujuy, el defensor regresó a Belgrano y se asentaría como titular en la posición de lateral por derecha. De esta manera, logró jugar en competencias internacionales, debutando en la Copa Sudamericana 2013. Sería titular en la victoria por 1-0 sobre Vélez Sarsfield como locales, volviendo a ser titular en la vuelta, donde caerían por 2-0 y quedarían eliminados en Segunda fase. Así mismo, enfrentando a Vélez por la séptima fecha del Torneo Inicial 2013, realizaría su primera asistencia en Primera, tras ejecutar un saque de banda que recepcionaría y definiría Esteban "Teté" González, poniendo el primero de lo que sería la victoria por 3-0. Entre ese torneo y el Torneo Final 2014 jugaría treinta y un partidos.
Desde mediados de 2014, variaría su posición en defensa, jugando tanto como central, y como lateral por derecha e izquierda. Por la tercera fecha del Torneo de Transición 2014 tendría un partido particular, cuando visitaron a Newell's Old Boys. Jugaría como lateral por izquierda, cometiendo un penal antes de finalizar la primera mitad, que terminaría en gol. Comenzada la segunda mitad, realizaría un centro que concretaría el "Picante" Pereyra, para poner el empate 1-1. Estando 2-1 abajo en el marcador, convertiría su primer gol profesional, tras meter un 'derechazo' desde fuera del área. Estando nuevamente abajo, esta vez 3-2, ejecutaría un saque de lateral largo que tras un rebote en el área, concretaría Emiliano Rigoni en el tiempo de descuento, para el empate final de 3-3. En diciembre, renovaría su vínculo con el club hasta 2017. Ya en 2015, jugaría en veintidós partidos, siendo dos como titular por Copa Sudamericana, cayendo nuevamente eliminados en Segunda fase, esta vez ante Lanús por 6-2 en el marcador global. Por el torneo nacional, quedaron en sexta posición tras treinta fechas, clasificando a la Liguilla pre-Libertadores, donde caerían por 4-1 ante Independiente de visita. Tras no clasificar a la Libertadores, jugarían la Liguilla pre-Sudamericana, donde en ida y vuelta, vencerían por 2-1 a Colón en el marcador global, clasificando así a la Copa Sudamericana 2016. Sería titular en estos tres partidos. Adicionalmente, en ese lapso de un año y medio, en cuartos partidos sería expulsado, siendo tres veces por roja directa y una por doble amarilla.
Su última etapa en Belgrano la tendría en el torneo de 2016, jugado de febrero a mayo. A lo largo de dieciséis fechas, jugó como titular en once de ellos. Quedarían en la decimosegunda posición de su zona.

### Préstamo a Ferro Carril Oeste y salida de Belgrano
Sería prestado una vez más y recalaría en Ferro Carril Oeste, retornando así a la segunda categoría del fútbol argentino, en su edición 2016-17. En su única temporada con el Verdolaga disputaría treinta y dos encuentros (uno por Copa Argentina) y marcaría un tanto en la visita a Almagro por la fecha 23, anotando de cabeza para la victoria por 0-1. Tras cuarenta y cuatro fechas, quedarían en novena posición.
Acabado el torneo a fines de junio de 2017, debía regresar a Belgrano. Sin embargo, no sería considerado y sería separado del plantel, entrenando a parte del resto del equipo. Finalmente, en noviembre rescindiría contrato. A comienzos de 2018 estuvo cerca de fichar por el SS Monopoli 1966, que militaba en la Serie C italiana, sin embargo no se concretaría su llegada y estaría medio año más sin equipo.

### Pase fallido al Olimpia de Honduras y llegada al Atlético Tucumán
Tras estar sin jugar más de un año, sería anunciada su contratación por el Olimpia de Honduras en julio de 2018, con quienes debía pasar pruebas médicas. Ante la duda de si se integraría al plantel hondureño, una semana después sería oficializado por Atlético Tucumán, marcando su regreso a la Primera División y donde sería dirigido por Ricardo Zielinski, quien lo dirigió en gran parte de su estancia en Belgrano. En su llegada al equipo, se encontraban en las fases finales de la Copa Libertadores, de la cual llegarían hasta los cuartos de final, aunque él no disputaría partidos. Debutaría el 3 de septiembre, en la victoria por 1-2 sobre Newell's Old Boys. Su instancia en el Decano sería hasta acabada la temporada a mediados de 2019, donde apenas jugaría cinco partidos.

### San Martín de Tucumán
Luego de una temporada desapercibida en Primera, se quedaría en la ciudad para vestir los colores del eterno rival: San Martín, quienes habían partido la categoría y disputarían la Primera Nacional 2019-20. Con el Santo tucumano sería habitual verlo como lateral por derecha. Jugaría en su totalidad todos los partidos de dicho torneo, del cual lideraban su zona hasta que el torneo sería suspendido por la pandemia de COVID-19. De esos veintiún partidos, en la victoria como locales por 2-0 ante Deportivo Riestra brindaría una asistencia tras un centro para Luciano Pons, sumado a un gol suyo tras un fuerte remate desde fuera del área; además que en la victoria por 2-0 en casa ante Sarmiento, pondría el primero tras un remate de cabeza.
Tras ocho meses sin fútbol, el torneo, siendo polémico, comenzaría con un nuevo formato. Quedarían últimos de su grupo, para posteriormente caer eliminados en la primera instancia de la etapa eliminatoria por el segundo ascenso. Finalmente, no seguiría en el equipo, donde en su estancia de un año y medio totalizó veintiocho partidos y convirtió dos goles.

### Quilmes
Luego de su buen paso en Tucumán, se convirtió en nuevo jugador de Quilmes, que igualmente disputaba el torneo de ascenso. Debutó en el Cervecero el 15 de marzo de 2021, como titular, en la victoria por 0-1 contra Deportivo Riestra. Tendrían una buena participación en su zona, quedando segundos, a un punto del primer puesto y la clasificación a la final por el ascenso. De esta manera, tendrían que jugar un reducido, donde eliminarían en primera ronda a Deportivo Morón en tanda de penales tras igualar 3-3 en el marcador global, y posteriormente a Ferro Carril Oeste tras un 2-1 global, para llegar a la final ante Barracas Central. En la definición a partido único por el segundo ascenso, empatarían sin goles y tras una tanda de penales, caerían por 5-4, a puertas del ascenso. Aquel año disputaría treinta y un partidos, siendo cinco en el reducido y anotando un gran gol de volea en la victoria por 2-1 ante Tigre.
Para 2022 renovaría su compromiso con Quilmes, con quienes disputaría hasta el mes de mayo once partidos y anotaría dos goles, uno de cabeza y otra de derecha, ambos en dos empates de local: 1-1 vs Sacachispas y 2-2 vs San Martín de Tucumán, respectivamente.

### Godoy Cruz
Su buen rendimiento con Quilmes haría que, a comienzos de junio de 2022, sea oficializado como nuevo jugador de Godoy Cruz, regresando al fútbol de Primera después de tres años. Disputaría veintitrés partidos hasta fines de año, todos ellos como titular y anotando en dos ocasiones en casa: en el empate 1-1 ante Vélez aprovecharía un blooper del portero rival para anotar, mientras que anotaría otro para empatar 1-1 ante Tigre. Finalizarían en decimoquinta posición.
Para 2023, volvería a tener la regularidad que tuvo el año pasado. En el primer torneo del año, finalizarían en novena posición. Mientras que en la Copa de la Liga disputada en la segunda mitad de año, serían segundos de su zona, clasificando a cuartos de final. En esta instancia eliminarían en penales a Banfield tras empatar sin goles. Ya en semifinales, empatarían 1-1 ante Platense, volviendo a disputar una tanda de penales. La serie se alargaría y le tocaría a él patear el noveno penal, convirtiéndolo; sin embargo terminarían eliminados tras perder 5-6. En la tabla acumulada se posicionarían en quinta posición, con lo cual clasificarían a la Copa Libertadores 2024. Durante aquel año jugaría en cuarenta y un partidos, anotando un gol de cabeza para poner el primero en la victoria por 2-0 ante Platense por la primera fase de la Copa de la Liga; además que contribuiría con dos asistencias: un centro que conectaría de cabeza Salomón Rodríguez en la victoria por 2-1 ante Platense por la liga y un pase en el área para que anote de taco Tomás Conechny en el empate 2-2 ante Defensa y Justicia por la Copa de la Liga.
En el año 2024, se convertiría en el capitán del equipo. Tendrían un buen inicio de año en la Copa de la Liga, ya que de los primeros seis partidos, ganarían cinco y empatarían uno. En este momento comenzaba su participación por Copa Libertadores, enfrentando a Colo-Colo por la segunda fase previa. La ida se juraría en el Malvinas Argentinas, donde caerían por 0-1. Para la vuelta en Santiago de Chile, empatarían sin goles y quedarían eliminados de manera temprana. Mientras que por la Copa de la Liga, finalizadas las catorce fechas, quedarían primeros de su zona. En cuartos de final, caerían por 2-1 ante Vélez en cancha neutral. Posteriormente, en la segunda mitad del año, se disputaría la liga, donde quedarían decimoquintos. Tras la sumatoria de ambos torneos, quedarían en sexta posición y clasificarían a la Copa Sudamericana 2025. Jugaría en treinta y ocho partidos (todos como titular) y sería expulsado en una ocasión, cuando en la fecha 11 de la liga, venciendo por 4-1 a Deportivo Riestra, recibiría una roja directa sobre el final del encuentro. Tras este suceso, el Tribunal de Disciplina de la AFA dictaminaría una suspensión dos partidos y que no pueda ser capitán del equipo en los siguientes dos meses (equivaliendo a cinco partidos). Sobre el final de la temporada, sufriría una lesión muscular que no permitiría que juegue los últimos cuatro partidos del año. Al mismo tiempo, sería acusado de amaño de partidos por apuestas. En medio de la polémica, dejaría el equipo finalizada la temporada, tras rescindir contrato, a pesar de que tenía un año más de contrato con el club.

### FBC Melgar
Llegaría a Melgar para encarar en 2025 la Liga 1 peruana y la Copa Libertadores en un contrato de dos años de duración, en lo que sería su segunda experiencia en el extranjero. Sería posicionado como zaguero por derecha, haciendo pareja de centrales junto a Leonel González, con quien compartió equipo en Godoy Cruz. Comenzarían el torneo nacional ganando sus seis primeros partidos, mientras que por Libertadores, debutarían en segunda fase previa enfrentando a Deportes Tolima. Avanzarían de ronda tras ganar por doble 1-0, tanto en Ibagué como en Arequipa. En tercera fase, su rival sería Cerro Porteño, ante quien no pudieron hacer frente, tras perder 0-1 en Arequipa y 4-2 en Asunción. Tras la eliminación clasificarían a la fase de grupos de la Copa Sudamericana. Por la tercera fecha de la Sudamericana, anotaría su primer gol con camiseta rojinegra, siendo de cabeza en la victoria por 1-0 ante Academia Puerto Cabello. Llegarían a la quinta fecha, ubicándose segundos de su grupo y clasificando a siguiente fase, sin embargo tras perder por 3-0 de visita ante Vasco da Gama, caerían a la tercera posición y quedarían eliminados. Jugaría en su totalidad los diez partidos a nivel internacional. En el torneo peruano, anotaría un gol de derecha en el empate de local 1-1 ante Comerciantes Unidos.

## Estadísticas
Actualizado al 17 de agosto de 2025

| Belgrano Argentina | 2.ª               | 2007-08           | 1   | 0  | —  | — | —  | — | 1   | 0  | 0    |
| Belgrano Argentina | 2.ª               | 2008-09           | 2   | 0  | —  | — | —  | — | 2   | 0  | 0    |
| Belgrano Argentina | 2.ª               | 2009-10           | 34  | 0  | —  | — | —  | — | 34  | 0  | 0    |
| Belgrano Argentina | Total club        | Total club        | 37  | 0  | 0  | 0 | 0  | 0 | 37  | 0  | 0    |
| Anderlecht · Bélgica | 1.ª               | 2010-11           | 0   | 0  | 0  | 0 | 0  | 0 | 0   | 0  | 0    |
| Anderlecht · Bélgica | Total club        | Total club        | 0   | 0  | 0  | 0 | 0  | 0 | 0   | 0  | 0    |
| Belgrano Argentina | 2.ª               | 2010-11           | 7   | 0  | —  | — | —  | — | 7   | 0  | 0    |
| Belgrano Argentina | 1.ª               | 2011-12           | 10  | 0  | 3  | 0 | —  | — | 13  | 0  | 0    |
| Belgrano Argentina | 1.ª               | 2012-13           | 2   | 0  | —  | — | —  | — | 2   | 0  | 0    |
| Belgrano Argentina | Total club        | Total club        | 19  | 0  | 3  | 0 | 0  | 0 | 22  | 0  | 0    |
| Gimnasia y Esgrima (J) Argentina | 2.ª               | 2012-13           | 19  | 0  | 0  | 0 | —  | — | 19  | 0  | 0    |
| Gimnasia y Esgrima (J) Argentina | Total club        | Total club        | 19  | 0  | 0  | 0 | 0  | 0 | 19  | 0  | 0    |
| Belgrano Argentina | 1.ª               | 2013-14           | 31  | 0  | —  | — | 2  | 0 | 33  | 0  | 0    |
| Belgrano Argentina | 1.ª               | 2014              | 15  | 1  | 1  | 0 | —  | — | 16  | 1  | 0.06 |
| Belgrano Argentina | 1.ª               | 2015              | 19  | 0  | 1  | 0 | 2  | 0 | 22  | 0  | 0    |
| Belgrano Argentina | 1.ª               | 2016              | 11  | 0  | —  | — | —  | — | 11  | 0  | 0    |
| Belgrano Argentina | Total club        | Total club        | 76  | 1  | 2  | 0 | 4  | 0 | 82  | 1  | 0.01 |
| Total en Belgrano | Total en Belgrano | Total en Belgrano | 132 | 1  | 5  | 0 | 4  | 0 | 141 | 1  | 0.01 |
| Ferro Carril Oeste Argentina | 2.ª               | 2016-17           | 31  | 1  | 1  | 0 | —  | — | 32  | 1  | 0.03 |
| Ferro Carril Oeste Argentina | Total club        | Total club        | 31  | 1  | 1  | 0 | 0  | 0 | 32  | 1  | 0.03 |
| Atlético Tucumán Argentina | 1.ª               | 2018-19           | 3   | 0  | 2  | 0 | 0  | 0 | 5   | 0  | 0    |
| Atlético Tucumán Argentina | Total club        | Total club        | 3   | 0  | 2  | 0 | 0  | 0 | 5   | 0  | 0    |
| San Martín (T) Argentina | 2.ª               | 2019-20           | 21  | 2  | 1  | 0 | —  | — | 22  | 2  | 0.09 |
| San Martín (T) Argentina | 2.ª               | 2020              | 6   | 0  | —  | — | —  | — | 6   | 0  | 0    |
| San Martín (T) Argentina | Total club        | Total club        | 27  | 2  | 1  | 0 | 0  | 0 | 28  | 2  | 0.07 |
| Quilmes Argentina | 2.ª               | 2021              | 31  | 1  | —  | — | —  | — | 31  | 1  | 0.03 |
| Quilmes Argentina | 2.ª               | 2022              | 11  | 2  | 0  | 0 | —  | — | 11  | 2  | 0.18 |
| Quilmes Argentina | Total club        | Total club        | 42  | 3  | 0  | 0 | 0  | 0 | 42  | 3  | 0.07 |
| Godoy Cruz Argentina | 1.ª               | 2022              | 23  | 2  | 0  | 0 | —  | — | 23  | 2  | 0.09 |
| Godoy Cruz Argentina | 1.ª               | 2023              | 24  | 0  | 17 | 1 | —  | — | 41  | 1  | 0.02 |
| Godoy Cruz Argentina | 1.ª               | 2024              | 21  | 0  | 15 | 0 | 2  | 0 | 38  | 0  | 0    |
| Godoy Cruz Argentina | Total club        | Total club        | 68  | 2  | 32 | 1 | 2  | 0 | 102 | 3  | 0.03 |
| Melgar · Perú | 1.ª               | 2025              | 19  | 1  | —  | — | 10 | 1 | 29  | 2  | 0.07 |
| Melgar · Perú | Total club        | Total club        | 19  | 1  | 0  | 0 | 10 | 1 | 29  | 2  | 0.07 |
| Total carrera | Total carrera     | Total carrera     | 340 | 10 | 41 | 1 | 16 | 1 | 397 | 12 | 0.03 |
| (1) Las copas nacionales se refiere a la Supercopa de Bélgica, Copa de Bélgica, Copa Argentina, Copa de la Superliga Argentina y Copa de la Liga Profesional. (2) Las copas internacionales se refiere a la Liga de Campeones de la UEFA, Liga Europa de la UEFA, Copa Libertadores y Copa Sudamericana. |                   |                   |     |    |    |   |    |   |     |    |      |

## Palmarés

### Como jugador

#### Otros logros
| Logro                      | Club                | País      | Año  |
| -------------------------- | ------------------- | --------- | ---- |
| Ascenso a Primera División | Belgrano de Córdoba | Argentina | 2011 |